# Groot dikkopje
Het groot dikkopje (Ochlodes sylvanus) is een vlinder uit de familie van de dikkopjes (Hesperiidae). De wetenschappelijke naam van de soort is, als Papilio sylvanus, gepubliceerd in 1777 door Eugen Johann Christoph Esper.

## Kenmerken
De voorvleugel varieert in lengte tussen de 12 en 15 millimeter en is aan de bovenkant oranje/bruin en aan de onderkant geel/bruin met lichte vlekken. Bij de mannelijke vlinder zijn op de voorvleugels donkerkleurige geurschubben te zien.

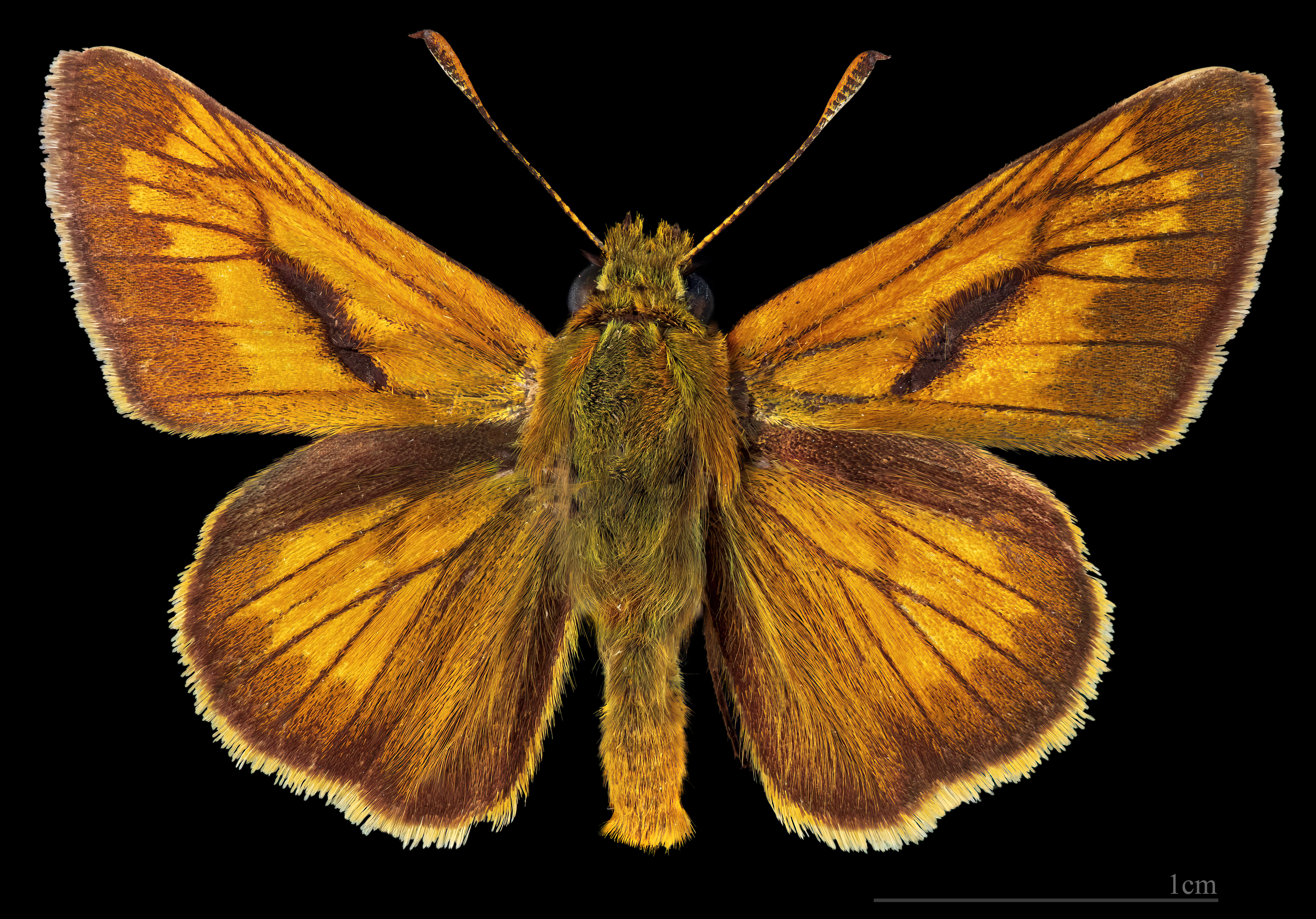
Ochlodes sylvanus ♂
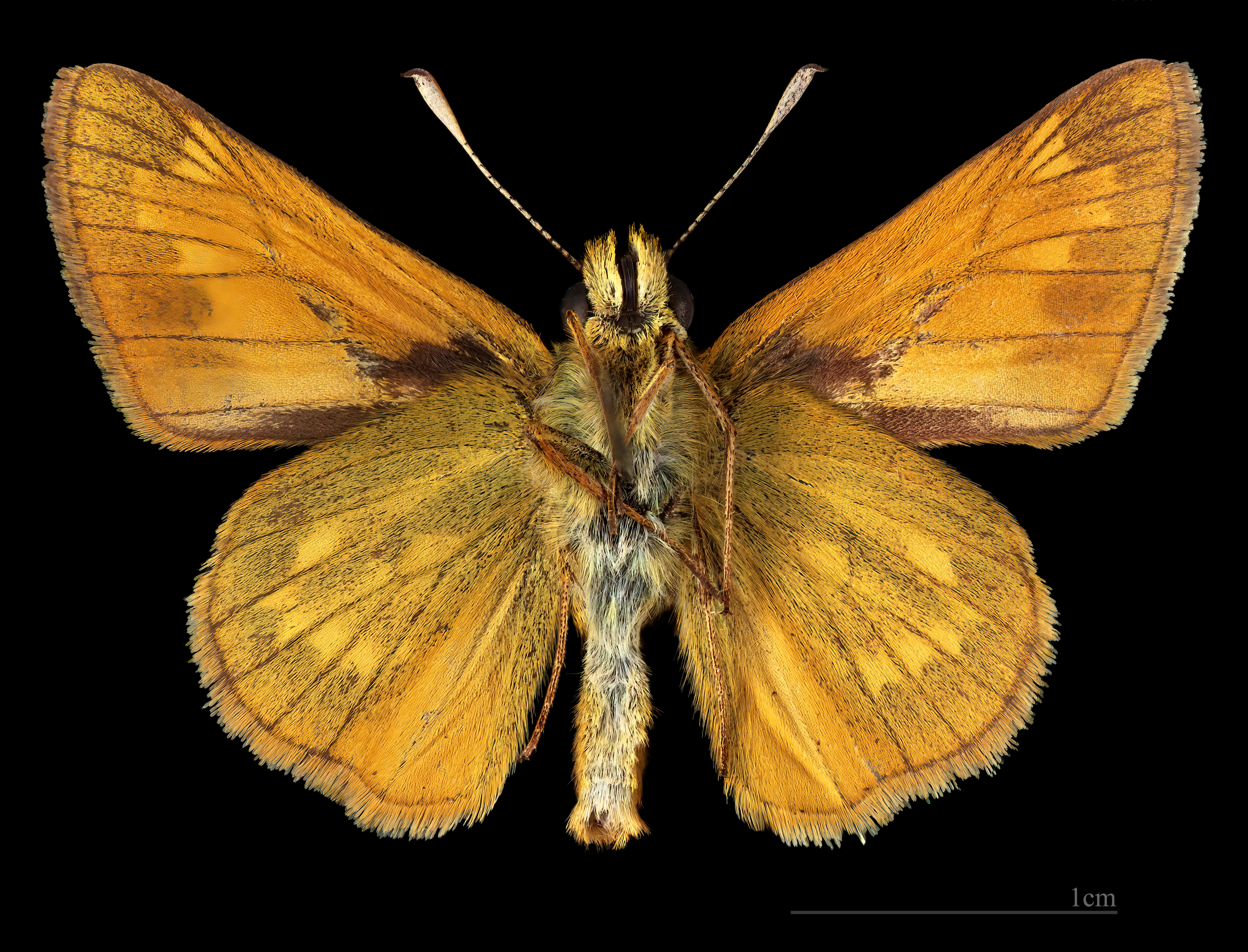
♂ △

## Verspreiding en leefgebied
Het leefgebied van het groot dikkopje loopt van Europa via Noord-Azië tot Japan. De vlinder komt voor in bosrijke gebieden op vochtige, matig voedselrijk grasland. In berggebied komen ze tot een hoogte van 1800 à 2000 meter voor.

## Leefwijze
De vliegtijd is van juni tot in augustus met jaarlijks één generatie.

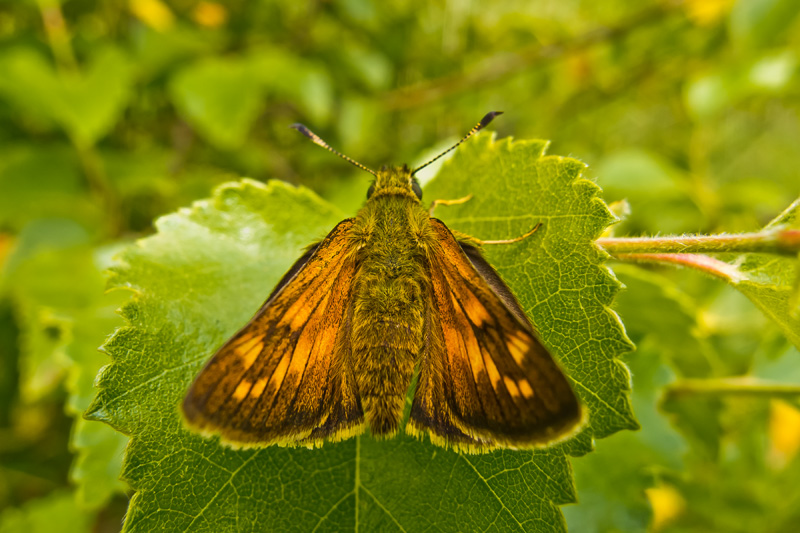
Ochlodes sylvanus in het Haaksbergerveen